# Passiflora sanctae-barbarae
Passiflora sanctae-barbarae je biljka iz porodice Passifloraceae.
Ekvadorski je endem. Prema IUCN-ovom crvenom popisu razvrstana je u skupinu kojoj prijeti izumiranje, stupnja ugroženosti VU - osjetljiva vrsta (IUCN 3.1).